# Gare de Melsele
La gare de Melsele est une gare ferroviaire belge de la ligne 59, de Gand-Dampoort à Anvers-Berchem, située à Melsele sur le territoire de la commune de Beveren dans la province de Flandre-Orientale en région flamande.
Une halte est mise en service en 1891 par la Compagnie du chemin de fer d'Anvers à Gand par Saint-Nicolas et Lokeren. C’est une halte ferroviaire de la Société nationale des chemins de fer belges (SNCB) desservie par des trains Suburbains (S).

## Histoire
Le 1er juin 1891, la Compagnie du chemin de fer d'Anvers à Gand par Saint-Nicolas et Lokeren inaugure un point d'arrêt près de Melsele, entre les gares de Beveren et Zwijndrecht, ouvertes depuis les années 1840.
En 1896, la compagnie de chemin de fer est nationalisée et l'année suivante, l’État belge met à l'écartement standard (1 435 mm) la ligne, construite avec un écartement de 1 151 mm,.
En 1913, l’État belge transforme le simple point d'arrêt de Melsele en véritable halte dotée d'un bâtiment des recettes, de plan type 1893, avec un guichet, une salle d'attente et des installations pour le déchargement des marchandises.
Melsele est depuis redevenue un point d'arrêt sans personnel, administré depuis Saint-Nicolas.

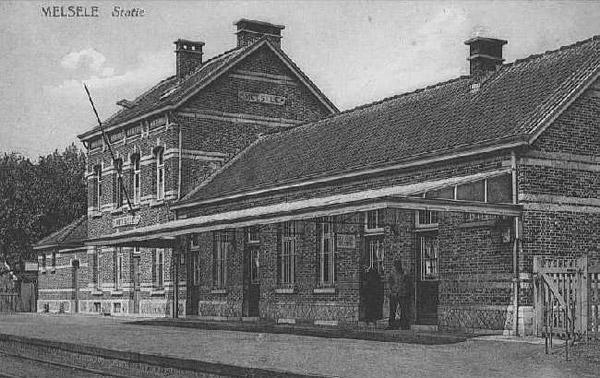
Ancien bâtiment de la gare.

## Service des voyageurs

### Accueil
Halte SNCB, c'est un point d'arrêt non géré (PANG) à accès libre. Elle équipée d'un automate pour l'achat des titres de transports.
La traversée des voies et le passage d'un quai à l'autre s'effectuent par le passage à niveau routier.

### Desserte
Melse est desservie par des trains Suburbains (S34 et S53) (voir brochures SNCB de la ligne 59).
En semaine, la desserte est constituée de trains S34 reliant, toutes les heures, Anvers-Central à Saint-Nicolas et Lokeren (certains étant prolongés jusque Termonde) et plusieurs trains supplémentaires Anvers-Central - Saint-Nicolas desservent également Melsele en heure de pointe. 
Les week-ends et jours fériés, la gare est desservie par des trains S53 reliant Anvers-Central à Gand-Saint-Pierre. 

## Comptage voyageurs
Ce graphique et tableau montre le nombre de voyageurs embarquant en moyenne durant la semaine, le samedi et le dimanche.
| Nombre de passagers qui embarquent à la gare de Melsele | Nombre de passagers qui embarquent à la gare de Melsele | Nombre de passagers qui embarquent à la gare de Melsele | Nombre de passagers qui embarquent à la gare de Melsele |
|                                                         | Semaine                                                 | Samedi                                                  | Dimanche                                                |
| ------------------------------------------------------- | ------------------------------------------------------- | ------------------------------------------------------- | ------------------------------------------------------- |
| 1977                                                    | 127                                                     | 23                                                      | 27                                                      |
| 1978                                                    | 158                                                     | 32                                                      | 25                                                      |
| 1979                                                    | 131                                                     | 34                                                      | 31                                                      |
| 1980                                                    | 157                                                     | 25                                                      | 30                                                      |
| 1981                                                    | 172                                                     | 43                                                      | 41                                                      |
| 1982                                                    | 140                                                     | 58                                                      | 34                                                      |
| 1983                                                    | 154                                                     | 37                                                      | 32                                                      |
| 1984                                                    | 131                                                     | 38                                                      | 39                                                      |
| 1985                                                    | 226                                                     | 37                                                      | 40                                                      |
| 1986                                                    | 184                                                     | 37                                                      | 33                                                      |
| 1987                                                    | 188                                                     | 46                                                      | 40                                                      |
| 1988                                                    | 270                                                     | 63                                                      | 33                                                      |
| 1989                                                    | 222                                                     | 49                                                      | 47                                                      |
| 1990                                                    | 220                                                     | 59                                                      | 29                                                      |
| 1991                                                    | 199                                                     | 54                                                      | 44                                                      |
| 1992                                                    | 191                                                     | 59                                                      | 36                                                      |
| 1993                                                    | 190                                                     | 53                                                      | 31                                                      |
| 1994                                                    | 215                                                     | 33                                                      | 35                                                      |
| 1995                                                    | 165                                                     | 26                                                      | 24                                                      |
| 1996                                                    | 200                                                     | 30                                                      | 9                                                       |
| 1997                                                    | 194                                                     | 21                                                      | 19                                                      |
| 1998                                                    | 204                                                     | 22                                                      | 19                                                      |
| 1999                                                    | 185                                                     | 28                                                      | 26                                                      |
| 2000                                                    | 184                                                     | 13                                                      | 30                                                      |
| 2001                                                    | 174                                                     | 30                                                      | 27                                                      |
| 2002                                                    | 149                                                     | 20                                                      | 24                                                      |
| 2003                                                    | 145                                                     | 16                                                      | 23                                                      |
| 2004                                                    | 150                                                     | 16                                                      | 21                                                      |
| 2005                                                    | 152                                                     | 16                                                      | 29                                                      |
| 2006                                                    | 198                                                     | 14                                                      | 26                                                      |
| 2007                                                    | 162                                                     | 20                                                      | 27                                                      |
| 2008                                                    | -                                                       | -                                                       | -                                                       |
| 2009                                                    | 112                                                     | 19                                                      | 21                                                      |
| 2010                                                    | -                                                       | -                                                       | -                                                       |
| 2011                                                    | -                                                       | -                                                       | -                                                       |
| 2012                                                    | 122                                                     | 8                                                       | -                                                       |
| 2013                                                    | 156                                                     | 20                                                      | 20                                                      |
| 2014                                                    | 136                                                     | 21                                                      | 15                                                      |
| 2015                                                    | 120                                                     | 18                                                      | 19                                                      |
| 2016                                                    | 158                                                     | 36                                                      | 26                                                      |
| 2017                                                    | 211                                                     | 49                                                      | 42                                                      |
| 2018                                                    | 177                                                     | 30                                                      | 36                                                      |
| 2019                                                    | 298                                                     | -                                                       | -                                                       |
| 2020                                                    | 115                                                     | 223                                                     | 101                                                     |
| 2021                                                    | -                                                       | -                                                       | -                                                       |
| 2022                                                    | 329                                                     | 82                                                      | 83                                                      |
| 2023                                                    | 299                                                     | 62                                                      | 114                                                     |
| 2024                                                    | 308                                                     | 105                                                     | 96                                                      |